# 포르투갈 대 조선민주주의인민공화국 (2010년 FIFA 월드컵)
2010년의 포르투갈 대 조선민주주의인민공화국은 2010년 6월 21일에 치러진, 2010년 FIFA 월드컵 G조 제4경기였다. 두 팀은 FIFA 월드컵에서 2번째로 만났으며, 1번째로 만난 것은 1966년 FIFA 월드컵 8강전이였고 포르투갈이 5-3으로 승리하였었다. 2010년 경기는 조선민주주의인민공화국이 텔레비전 방송으로 축구를 생중계한 최초의 경기이기도 했다. 또한 이 경기는 포르투갈이 FIFA 월드컵 본선에서 거둔 최다 점수차 승리이며, 조선민주주의인민공화국이 거둔 최다 점수차 패배이다.

## 경기 전 상황
조선민주주의인민공화국 축구 국가대표팀은 첫번째 경기였던 브라질과의 경기에서 1-2로 패했지만, 상당히 선전하였다. 세계적 강호 브라질과 약체 조선민주주의인민공화국과의 경기에 대해 사람들은 브라질의 압승을 예상하였으나 브라질은 조선민주주의인민공화국의 수비를 돌파하기까지 55분이 걸렸다. 비록 패배하기는 하였지만 월드컵 우승 5회의 강팀 브라질을 상대로 시행한 수비 작전이 상당한 효과를 거두어 2실점으로 선전하였으며 SBS 해설을 담당한 차범근 전 축구국가대표팀 감독은 "북한 조직력 대단하다"면서 "오늘 브라질을 상대로 보여준 경기력이라면 어떤 상대를 놓고도 좋은 플레이를 보여줄 것 같다"며 북한의 선전을 평가했다. 조선민주주의인민공화국의 전 축구 선수 박두익은 "'죽음의 조'에서 조선민주주의인민공화국과 브라질이 살아남을 것이다."라고 하며 포르투갈의 경기에 대해 "44년 전의 패배를 설욕했으면 좋겠다"라고 하며 조선민주주의인민공화국이 선전할 수 있다고 평가하였다. 정훈 북한 감독은 "1966년 잉글랜드 월드컵 8강전에서 3-0으로 이기고 있다가 포르투갈에 5-3으로 패한 일을 지금도 사람들은 아쉬워 하고 있다. 나도 마찬가지다. 반드시 복수전에 성공하고 싶다"는 뜻을 밝혔다. 이렇게 조선민주주의인민공화국이 아시아 예선과 브라질과의 경기에서 선전을 보여주자 포르투갈과의 경기에서도 선전을 할 것이라고 기대한 사람이 많았다.
포르투갈 축구 국가대표팀은 첫번째 경기였던 코르디부아르와의 경기에서 0-0 무승부를 거두며 조선민주주의인민공화국과의 경기에서 반드시 승리하여야 브라질과의 경기를 보다 더 편하게 대비할 수 있는 상황이 되었다. 또한 포르투갈과 코르디부아르 양 팀 모두 조선민주주의인민공화국에게 승리를 거두게 된다면 다득점을 통해 16강 진출을 가릴 상황이 올 가능성도 있었기에 포르투갈로서는 다득점도 필요했다.

## 경기 진행

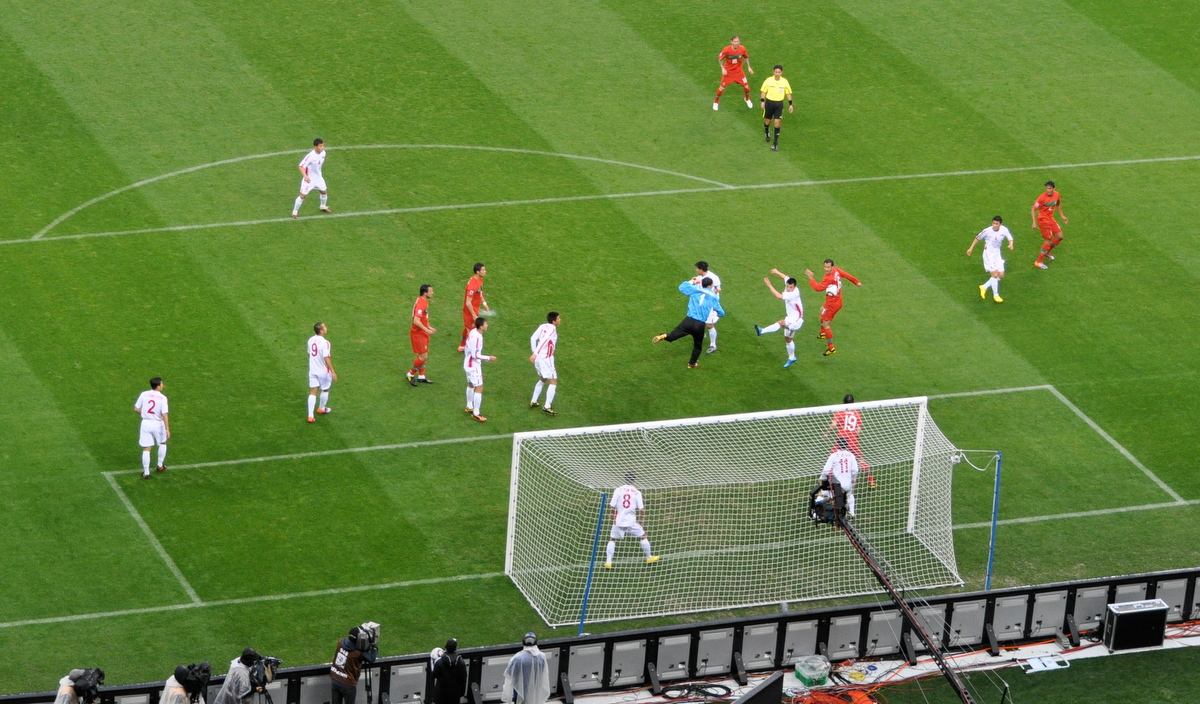
포르투갈 대 조선민주주의인민공화국 경기 장면

북한은 전반에 1골을 내주며 비교적 선전했지만, 후반 들어 무려 6골을 내준 끝에 7대 0으로 크게 졌다. 이로서 북한은 2002년 한일월드컵에서 사우디아라비아가 독일에 0-8로 패한 이후 최다실점하는 불명예를 안았다.
전반 7분 코너킥 상황에서 히카르두 카르발류의 헤딩슛이 골대를 맞고 나왔다. 위기를 넘긴 북한은 특유의 빠른 역습으로 반격에 나서 포르투갈을 세차게 몰아부쳤다. 선제골을 넣을 기회는 북한이 더 많았다. 전반 11분 차정혁의 중거리슛이 골대 오른쪽을 살짝 빗겨갔다. 3분 뒤 홍영조의 전진패스를 정대세가 잡았으나 볼처리가 아쉬웠다. 골키퍼와 1대1로 맞서는 상황이었다. 전반 16분 홍영조의 날카로운 슛이 포르투갈 골키퍼 에드아르두의 방어에 맞고 나오자 박남철이 비어 있는 골대를 향해 헤딩슛을 했지만 크로스바를 넘어갔다. 기세를 올렸을 때 마무리를 짓지 못한 북한의 결정력 부족은 대가를 치렀다.  전반 29분 선제골을 내줬다. 공격 2선에서 문전으로 침투한 라울 메이렐레스는 미드필드 오른쪽에서 찔러준 티아구의 스루패스를 받아 오른발로 북한 골망을 흔들었다. 관중석에서 초조하게 경기를 지켜보던 1966 월드컵 포르투갈의 영웅 에우제비오의 얼굴에 비로소 미소가 찾아들었다. 그는 북한과의 경기에서 후반전에만 4골을 넣은 주인공이였다. 후반전은 포르투갈의 일방적인 분위기였다. 추가실점을 너무 일찍 내준 탓이었다. 후반 8분 메이렐레스의 패스를 받은 시망이 추가득점에 성공했다. 이후 북한의 수비라인은 급속도로 무너졌다. 후반 11분 우고 알메이다가 파비우 코엔트랑의 크로스를 헤딩골로 연결시켰고 4분 뒤에는 티아구가 쐐기골을 성공시켰다. 이후 북한은 후방에서 공을 돌리며 조금씩 라인을 올리기 시작했다. 그러나 겉잡을 수 없이 무너진 북한 수비진은 포르투갈에 후반에만 6골을 내줬다. 한편 전반 내내 북한 수비수들의 견제에 막힌 포르투갈 호날두는 후반 42분 팀의 여섯번째 골을 성공시켜 대회 첫 골을 신고했다.

### 상세 정보

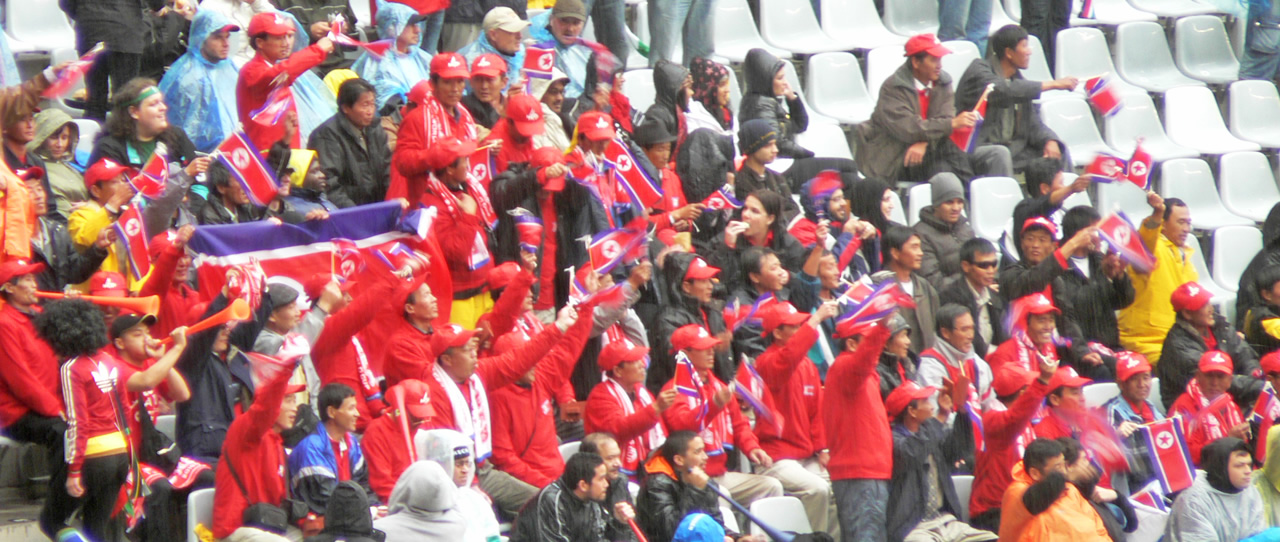
북한 응원단의 모습

| 포르투갈                                                                               | 7 – 0  | 북한 |
| -------------------------------------------------------------------------------------- | ------ | ---- |
| 메이렐르스 29′ · 시망 53′ · 알메이다 56′ · 티아구 60′, 89′ · 리에드송 81′ · 호날두 87′ | 리포트 |      |

| 포르투갈 | 북한 |

| GK                | 1  | 에두아르두                 |     |     |
| RB                | 13 | 미겔                       |     |     |
| CB                | 6  | 히카르두 카르발류          |     |     |
| CB                | 2  | 브루누 알베스              |     |     |
| LB                | 23 | 파비우 코엔트랑            |     |     |
| DM                | 8  | 페드루 멘드스              | 38′ |     |
| CM                | 19 | 티아구                     |     |     |
| CM                | 16 | 하울 메이렐르스            |     | 70′ |
| RW                | 7  | 크리스티아누 호날두 (주장) |     |     |
| LW                | 11 | 시망                       |     | 74′ |
| CF                | 18 | 우구 알메이다              | 70′ | 77′ |
| 교체 선수:        |    |                            |     |     |
| MF                | 14 | 미겔 벨로주                |     | 70′ |
| DF                | 5  | 두다                       |     | 74′ |
| FW                | 9  | 리에드송                   |     | 77′ |
| 감독:             |    |                            |     |     |
| 카를루스 케이로스 |    |                            |     |     |

| GK         | 1  | 리명국        |     |     |
| RB         | 2  | 차정혁        |     | 75′ |
| CB         | 13 | 박철진        | 32′ |     |
| CB         | 3  | 리준일        |     |     |
| CB         | 8  | 지윤남        |     |     |
| LB         | 5  | 리광천        |     |     |
| DM         | 17 | 안영학        |     |     |
| RM         | 11 | 문인국        |     | 58′ |
| CM         | 4  | 박남철        |     | 58′ |
| LM         | 10 | 홍영조 (주장) | 47′ |     |
| CF         | 9  | 정대세        |     |     |
| 교체 선수: |    |               |     |     |
| FW         | 6  | 김금일        |     | 58′ |
| MF         | 15 | 김영준        |     | 58′ |
| DF         | 16 | 남성철        |     | 75′ |
| 감독:      |    |               |     |     |
| 김정훈     |    |               |     |     |

| 최우수 선수: 크리스티아누 호날두 (포르투갈) 부심: 프란시스코 몬드리아 (칠레) 파트리시오 바수알토 (칠레) 대기심: 제롬 데이먼 (남아프리카 공화국) 후보 대기심: 에노크 몰레페 (남아프리카 공화국) |

## 경기 후

### 기록
이 날 북한이 기록한 7실점은 한 경기 최다 실점 공동 4위에 해당하는 기록이였으며 2002년 FIFA 월드컵에서 독일이 사우디아라비아를 8대 0으로 이긴 경기 이후 최다골 차 경기를 기록하게 되었다.

### 반응

#### 조선민주주의인민공화국의 반응
조선중앙TV의 캐스터와 해설자는 경기초반 북한팀이 포르투갈과 대등한 경기를 벌이자 덩달아 흥을 내기도 했다. 특히 전반 28분 포르투갈 라울 메이렐레스의 첫골이 터지자 큰 아쉬움을 표하기도 했다. 후반들어 시망, 우고 알메이다, 티아구의 연속골이 터지면서 0-4로 격차가 벌어지자 북한의 캐스터와 해설자는 허탈감을 감추지 못한 채 이후 골이 들어가도 별다른 설명조차 하지 않았다.
또한 극우 단체인 NK지식인연대에 따르면, 대패가 사기에 악영향을 끼쳤다며 군부가 강력히 문제를 제기함에 따라 책임자에 대한 처벌이 진행되었다. 김정훈 감독은 대표팀 감독에서 해임됐고 정치, 사회적 매장을 의미하는 출당 조치를 당했다. 또 김장산 축구협회 부위원장과 체육성 조직비서는 정신 재무장을 위한 6개월 노동 교화형을, 대표선수들은 모두 체육인 사상비판에 회부됐던 것으로 전해졌다. 이러한 조치는 FIFA의 정부의 개입 금지 원칙을 위반하는 것이였으며, 조선민주주의인민공화국은 이에 대해 사실 무근임을 주장하는 서한을 FIFA에 전달하였다. 훗날 밝혀진 바에 따르면 애초부터 김 감독은 처벌 같은 걸 받지 않았고 계약 기간이 끝나서 원래 소속 팀인 4.25 체육단 감독으로 복귀한 것으로 밝혀졌다.
한편 김정훈 감독은 "우리 선수들이 경기는 자기 힘껏 했다고 봅니다. 전술적으로 내용이 헝클어져서 상대 공격을 막지 못해서 많은 실점을 했는데"라는 반응을 보였으며 조선민주주의인민공화국의 대표 선수인 정대세는 경기 후 인터뷰에서 "후반 집중력이 풀렸고, 전체적으로 우리의 실수가 너무 많았다. 정말 혼났다"며 "상대가 잘했다기 보다는 우리가 못해 어려운 경기를 펼칠 수밖에 없었다"고 말해, 완패를 인정했다. 그는 또 "오늘 44년 전 경기의 복수를 하고 싶은 생각이 있었는데, 못해서 너무 아쉽다. 우리를 응원해준 많은 팬들에게 좋은 모습을 보여드리지 못해 죄송하다"고 말했다.

#### 포르투갈의 반응
이번 경기에서 2골을 넣으며 대승을 이끌었던 포르투갈의 선수 티아구 멘데스는 "굳이 7-0까지 대승을 거둘 필요는 없었으며 잔인했다"는 비판에 대해 "북한 선수들에게는 미안했지만 우승을 위해서 우리는 최대한 많은 골을 넣어야했다. 북한 정권은 정말로 가혹하지만 우리는 축구 선수이므로 매 경기 전력을 기울일 수밖에 없다"라고 하였다. 또한 "북한 선수들이 월드컵이 끝나고 세계에서 가장 폐쇄적인 국가로 되돌아갔을 때 어떤 결과가 닥칠지 걱정됐다."라고 하며 조선민주주의인민공화국 선수들에 대한 걱정을 나타냈다.

## 같이 보기
- 독일 대 사우디아라비아 (2002년 FIFA 월드컵)
- 브라질 대 독일 (2014년 FIFA 월드컵)

### 참고주
1. ↑  “북한 '수비축구'에 세계 최강 브라질 ‘혼쭐’”. 미디어오늘. 2010년 6월 16일. 2019년 4월 1일에 확인함.
2. ↑  “북한 축구영웅 박두익 "북한-브라질 월드컵 16강"”. 조선일보. 2010년 4월 25일. 2019년 4월 1일에 확인함.
3. ↑  “북한 16강 탈락..포루투갈에 7-0 대패”. 중앙일보. 2010년 6월 21일. 2019년 4월 1일에 확인함.[깨진 링크(과거 내용 찾기)]
4. 1 2  “Tactical Line-up – Group G – Portugal-Korea DPR” (PDF). 《FIFA.com》. Fédération Internationale de Football Association. 2010년 6월 21일. 2010년 7월 5일에 원본 문서 (PDF)에서 보존된 문서. 2010년 6월 21일에 확인함.
5. ↑  “북한, 포르투갈에 0대7 대패…16강 탈락”. KBS. 2010년 6월 22일. 2019년 4월 1일에 확인함.
6. ↑  “북한-포르투갈전 0:7 대패에 北해설자도 허탈”. 노컷뉴스. 2010년 6월 22일. 2019년 4월 1일에 확인함.
7. ↑  “월드컵 포르투갈전 대패한 북한 선수단, 출당·노동교화형 등에 처해져”. NK조선. 2010년 6월 22일. 2019년 4월 1일에 확인함.
8. ↑  “'0 대 7'로 무너진 북한... 포르투갈 골잔치”. 오마이뉴스. 2010년 6월 21일. 2019년 4월 1일에 확인함.
9. ↑  “티아구 "북한선수들, 가혹한 대우받을까 걱정"”. 중앙일보. 2010년 6월 24일. 2019년 4월 1일에 확인함.[깨진 링크(과거 내용 찾기)]